# Adagio (álbum)
Adagio es el segundo álbum en directo de Mónica Naranjo y recoge el concierto que ofreció la cantante el 16 de octubre de 2009 en el Teatro de la Ciudad de México.

## Lista de canciones
| Adagio - Edición estándar |                              |          |  |
| N.º                       | Título                       | Duración |  |
| 1.                        | «El Despertar» (Leitmotiv)   | 2:30     |  |
| 2.                        | «Europa»                     | 4:47     |  |
| 3.                        | «Inmensidad»                 | 3:42     |  |
| 4.                        | «Desátame»                   | 5:06     |  |
| 5.                        | «Qué Imposible»              | 4:46     |  |
| 6.                        | «Usted»                      | 6:44     |  |
| 7.                        | «Empiezo a recordarte»       | 4:41     |  |
| 8.                        | «Sobreviviré»                | 5:47     |  |
| 9.                        | «Óyeme»                      | 5:23     |  |
| 10.                       | «Todo Mentira»               | 3:54     |  |
| 11.                       | «La Soledad» (Leitmotiv)     | 2:37     |  |
| 12.                       | «Siempre Fuiste Mío»         | 5:31     |  |
| 13.                       | «Kambalaya»                  | 5:46     |  |
| 14.                       | «Ámame o déjame»             | 5:44     |  |
| 15.                       | «Amor y lujo»                | 6:34     |  |
| 16.                       | «El Reencuentro» (Leitmotiv) | 5:20     |  |
| 78:51                     |                              |          |  |

| Adagio - DVD |                              |          |  |
| N.º          | Título                       | Duración |  |
| 1.           | «El Despertar» (Leitmotiv)   |          |  |
| 2.           | «Europa»                     |          |  |
| 3.           | «Inmensidad»                 |          |  |
| 4.           | «Desátame»                   |          |  |
| 5.           | «Qué Imposible»              |          |  |
| 6.           | «Usted»                      |          |  |
| 7.           | «La Inocencia» (Leitmotiv)   |          |  |
| 8.           | «Empiezo a recordarte»       |          |  |
| 9.           | «Sobreviviré»                |          |  |
| 10.          | «Óyeme»                      |          |  |
| 11.          | «Todo Mentira»               |          |  |
| 12.          | «La Soledad» (Leitmotiv)     |          |  |
| 13.          | «Siempre Fuiste Mío»         |          |  |
| 14.          | «Kambalaya»                  |          |  |
| 15.          | «Discurso de Mónica»         |          |  |
| 16.          | «Ámame o déjame»             |          |  |
| 17.          | «Amor y lujo»                |          |  |
| 18.          | «El Reencuentro» (Leitmotiv) |          |  |

| Adagio - Contenidos Extras DVD | |          |  |
| N.º                            | Título                                                                                                  | Duración |  |
| 1.                             | «Adagio entre Cajas» (Making de Adagio Tour realizado en las capitales de Madrid, Barcelona y Valencia) |          |  |
| 2.                             | «Cuaderno de Bitácora» (Making del concierto realizado en México)                                       |          |  |
| 3.                             | «Nace Alma» (Making de como se creó la muñeca Alma de Adagio)                                           |          |  |

## Posicionamiento
| Lista  | Proveedor  | Posición |
| ------ | ---------- | -------- |
| España | Promusicae | 9        |
| México | Amprofon   | 13       |